# Treptitz

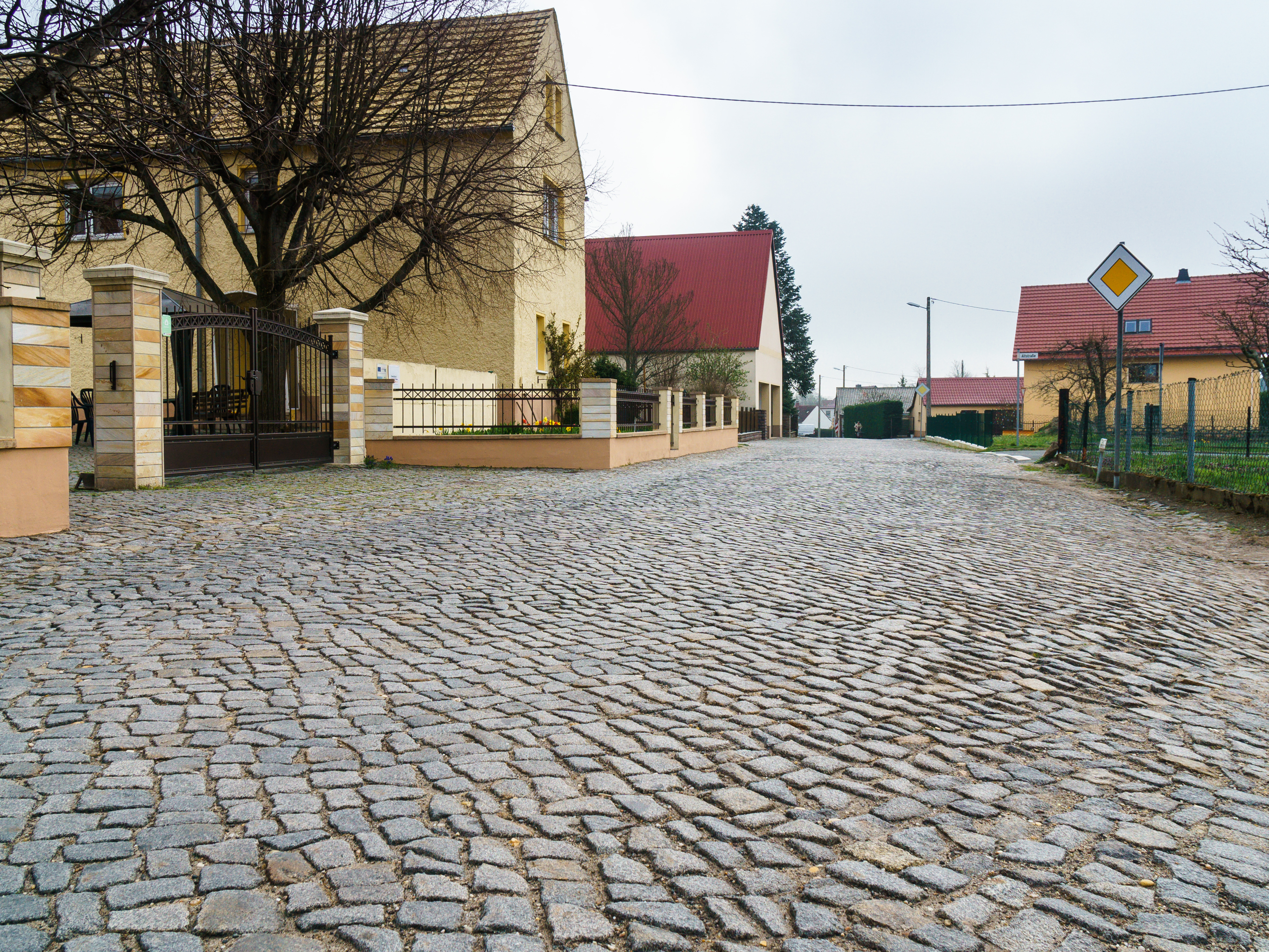
Blick in den Ort (2019); Straße mit Straßenpflaster (1. Hälfte des 20. Jahrhunderts) aus Granitsteinen

Treptitz ist ein Ortsteil der Gemeinde Cavertitz im Landkreis Nordsachsen in Sachsen.

## Geografie und Verkehrsanbindung
Der Ort liegt nördlich des Kernortes Cavertitz an der Kreuzung der Kreisstraße K 8922 mit der K 8924. Westlich des Ortes verläuft die S 30, nördlich fließt die Tauschke, ein Zufluss der Dahle.

## Kulturdenkmale
In der Liste der Kulturdenkmale in Cavertitz sind für Treptitz sechs Kulturdenkmale aufgeführt.